# Nothofagus pullei
Nothofagus pullei Steenis – gatunek rośliny z rodziny bukanowatych (Nothofagaceae). Występuje naturalnie w środkowej części Nowej Gwinei. 

## Morfologia
PokrójZimozielone drzewo dorastające do 30–40 m wysokości.
LiścieBlaszka liściowa ma owalny kształt. Mierzy 1–5 cm długości oraz 0,8–2,8 cm szerokości, jest całobrzega, ma zaokrągloną nasadę i nacięty wierzchołek. Ogonek liściowy jest nagi i ma 1–3 mm długości.
OwoceOrzechy osadzone po jednym w kupulach. Kupule powstają ze zrośnięcia dwóch liści przykwiatowych.

## Biologia i ekologia
Rośnie w lasach zrzucających liście. Występuje na wysokości od 1500 do 3100 m n.p.m.